# Чарлстън (Западна Вирджиния)
Вижте пояснителната страница за други значения на Чарлстън.
Чарлстън (на английски: Charleston) е град и столица на щата Западна Вирджиния в САЩ. Чарлстън е с население от 51 176 жители (приблизителна оценка 2005 г.), което го прави понастоящем най-големият град в Западна Вирджиния. Градът е с обща площ от 84,70 км² (32,70 мили²).